# Commelina erecta
Commelina erecta, comumente conhecida como trapoeraba, andaca, Santa-Luzia, é uma erva perene nativa das Américas, África e Ásia Ocidental. É considerada a espécie mais variável de Commelina na América do Norte.

## Distribuição e habitat
Commelina erecta é nativa de grande parte do mundo, incluindo as Américas, África e Ásia Ocidental. Nas Américas está presente nos Estados Unidos, nas Índias Ocidentais, em todos os países da América Central e no sul através dos trópicos até a Argentina . Nos Estados Unidos pode ser encontrado desde Nova York e Nebraska no norte, até o sul da Flórida e Texas . Nas Índias Ocidentais ou Caribe está presente em todo Porto Rico e em várias Ilhas Virgens, como Saint Croix, Saint Thomas, Saint John, George Dog Island, Anegada, Great Camanoe, Guana Island, Tortola e Water Island . A nativa Slender dayflower está localizada ocasionalmente na metade ocidental de Illinois, Nordeste e Sul de Illinois. Geralmente ocorre em pradarias de areia seca, bosques ou em qualquer lugar mais seco do que o normal.
Na África tropical, a planta também é comum, estando presente no Senegal, Guiné, Guiné-Bissau, Serra Leoa, Libéria, Costa do Marfim, Gana, Burkina Faso, Benin, Nigéria e Bioko .
Na Nigéria, a planta é conhecida como Ewe Apolukuluku e Itopere.
Nas Índias Ocidentais é comum em locais perturbados, bem como em florestas secas a úmidas do nível do mar até 1300 metros.